# 劉進慶
劉 進慶（りゅう しんけい、1931年 - 2005年10月23日）は、台湾経済の研究者。日本名、中山 進慶（なかやま しんけい）。
1931年日本統治下の台湾台南州斗六郡斗六街（現・雲林県）生まれ。1956年台湾大学経済学系卒業、1972年東京大学大学院経済学研究科博士課程修了、経済学博士。1975年より東京経済大学助教授、1978年同教授、同経済学部長、図書館長、学校法人東京経済大学理事を歴任。1985年対外経済貿易大学（北京）、1996年北京大学客員教授。1991年スタンフォード大学、1992年ハーバード大学客員研究員。2002年東京経済大学名誉教授。
中国統一（台湾問題）のために積極的に発言した。

## 著訳編書
- 『戦後台湾経済分析―1945年から1965年まで』 東京大学出版会 (1975/02) ISBN 413046017X
- 『台湾の経済―典型NIESの光と影』東京大学出版会 (1992/02) ISBN 4130410725
- 『激動のなかの台湾―その変容と転成 引っ越すことのない隣人たち』田畑書店 (1992/10) ISBN 4803802432
- 『台湾百科』大修館書店; 第2版 (1993/03) ISBN 4469230928
- 『日韓台の対ASEAN企業進出と金融―パソコン用ディスプレイを中心とする競争と協調』日本経済評論社 (2002/06)

ISBN 4818814202
- 『台湾の産業政策』勁草書房 (2003/01) ISBN 4326502371
- 『隅谷三喜男著作集』全9巻 岩波書店 (編集委員)
- 『2004年台湾総統選挙の不正を告発する』日本僑報社 (2004/12) ISBN 4861850037
- 『東アジアの発展と中小企業―グローバル化のなかの韓国・台湾』学術出版会 (2006/03) ISBN 4820593579

## 伝記と文献
- 劉進慶 (2003). “わがレジスタンスと学問(レジスタンスと学問の人生)”. 東京経大学会誌（経済学） (233).
- 劉進慶 駒込 武 (2006). “追悼特別掲載 「戦後」なき東アジア・台湾に生きて”. 前夜 (第1期).
- 邱士杰 (2022). 戰後台灣經濟的左翼分析：劉進慶思想評傳. 台灣: 國立臺灣大學出版中心. ISBN 9789863505235
- 劉進慶 (2015). 邱士杰. ed. 劉進慶文選：我的抵抗與學問. 台北: 人間出版社. ISBN 9789866777981